# Entkopplungspunkt
Am Entkopplungspunkt (engl. customer order decoupling point oder order penetration point) treffen zwei logistische Steuerkreise aufeinander:
- die kundenanonyme Vorratsproduktion meist in Serie gefertigter Standardkomponenten und
- die durch Kundenauftrag oder sonstigem Bedarfssignal ausgelöste Auftragsfertigung.[1]

Physisch stellt sich der Entkopplungspunkt in der logistischen Kette als das letzte Lager dar, in dem Komponenten noch ohne Auftragsbezug bevorratet werden. Nach dem Entkopplungspunkt ist alles Fertigungsmaterial einem Kundenauftrag zugeordnet.
Der Entkopplungspunkt kann an unterschiedlichen Stellen im Prozess liegen; liegt er vor der Endmontage, spricht man von einem Variantenfertiger, liegt er vor der Teilefertigung, spricht man von einem Auftragsfertiger, liegt er noch vor der Beschaffung, spricht man von einem Einzelfertiger. Alle drei Auftrags- bzw. Fertigungstypen können dem Konzept des Mass Customization zugeordnet werden.

## Entkopplungspunkt im Automobilbau
In der Automobilindustrie, in der die Fließfertigung vorherrscht, gibt es die umgekehrte Sichtweise; hier ist wichtig, wann eine bereits in der Fertigung befindliche Fahrzeugkarosserie einem konkreten Kundenauftrag zugeordnet wird. Diese Zuordnung wird auch „Taufe“ und die Stelle im Produktionsfluss „Taufpunkt“ genannt. Die Automobilhersteller versuchen, den Taufpunkt möglichst spät bzw. Entkopplungspunkt möglichst spät zu wählen, um dadurch mit der Produktion der Komponenten schon beginnen und dennoch flexibel auf die Kundenwünsche reagieren zu können. Durch eine späte Taufe können zudem Störungen im Prozess auftragsbezogen leichter korrigiert werden, da noch keine direkte Abhängigkeit zu einem einzelnen Kundenauftrag besteht. Solange eine Fahrzeugkarosserie noch nicht getauft ist, kann diese getauscht oder die Reihenfolge der Karosserien verändert werden, ohne dass dies einen direkten Einfluss auf den Auslieferungstermin eines speziellen Kundenauftrages hat.